# كارولين بروير
كارولين بروير (بالألمانية: Carolyn Breuer)‏ هي عازفة ساكسفون وعازفة الجاز ألمانية، ولدت في 4 يوليو 1969 في ميونخ في ألمانيا.

## وصلات خارجية
- الموقع الرسمي
- كارولين بروير على موقع ميوزك برينز (الإنجليزية)
- كارولين بروير على موقع أول ميوزيك (الإنجليزية)
- كارولين بروير على موقع ديسكوغز (الإنجليزية)